# Walter Gerwig
Walter Gerwig (* 26. November 1899 in Frankfurt (Oder); † 9. Juli 1966 in Heisterschoß) war ein deutscher Musiker. Der bekannte Lautenspieler, der seinerzeit zahlreiche Schallplatten einspielte, wird zu den Pionieren der Wiederbelebung alter Musik und historischer Aufführungspraxis gezählt.

## Leben
Gerwig, der auch als Chorleiter gewirkt hatte, übertrug die Registerfarben der Singstimme auf die Praxis der Laute. Durch diese Registrierung, gepaart mit seiner ureigenen Spielfreude, erhielten besonders seine Interpretationen alter Meisterwerke ungewöhnlich starken Ausdruck und Lebendigkeit.
Durch seine international stattfindenden Konzerte trug der Musiker maßgeblich zu einer Renaissance der Laute und des Lautenrepertoires in Europa wie Amerika sowie der Alten-Musik-Bewegung generell bei. In Kursen und Vorträgen trat er zudem mit seinen Anregungen nachhaltig für eine Erneuerung der Hausmusik ein.
Gerwig begann in der Wandervogelbewegung zunächst das Gitarrenspiel. 1923 lernte er auf einer Instrumentenausstellung in Berlin die Laute kennen, die ihn sofort faszinierte und auf der er seine Technik verfeinerte und zur Konzertreife brachte. 1928 holte ihn sein Jugendfreund Fritz Jöde als Mitbegründer der ersten Volksmusikschule in Berlin, der Berliner Volksmusikschule. Ab 1928 berief ihn auch Hans Joachim Moser mit einem Lehrauftrag für Lautenspiel an die Staatliche Akademie für Kirchen- und Schulmusik Berlin; während der Hitlerzeit nicht in die NSDAP eingetreten, wurde Gerwig zusammen mit anderen Pionieren der Alten Musik 1943 vom Reichsrundfunk für ein Barockensemble nach St. Florian bei Linz, Österreich (Bruckner-Stift) engagiert. 3 Wochen vor Kriegsende wurde Gerwig zum sogenannten „Volkssturm“ eingezogen. Ein Ruf an das Mozarteum in Salzburg für die Nachkriegszeit durch den damaligen Rektor Johann Nepomuk David schlug fehl, als 1945 alle Deutschen aus Österreich ausgewiesen wurden. Eine 7-jährige Konzertreise kreuz und quer durch Deutschland mit dem „Lautencollegium“ (Eva Juliane Gerstein, Sopran, Johannes Koch, Viola da Gamba, Walter Gerwig, Laute) schloss sich an. Ab 1952 leitete er die Hauptfachklasse für sein Instrument an der staatlichen Hochschule für Musik in Köln. Es folgten viele Konzerte, Rundfunk- und Schallplattenaufnahmen im In- und Ausland.
Für die Einspielung der Suite g-moll von (BWV 995) Johann Sebastian Bachs erhielt Gerwig ein Jahr vor seinem Tod den Preis der deutschen Schallplattenkritik.
Gerwigs Lautenmusik war nicht nur für Musikproduktionen, sondern auch als Begleitung für Sprechplatten sehr gefragt: so begleitete er Mathias Wiemans Lyriklesungen für die Schallplattenreihe Mathias Wiemans kleine Diskothek, aber auch Rezitationen von Gert Westphal und Karl Heinrich Waggerl mit seinen Improvisationen.
Daneben stammen auch diverse Lehrwerke und Kompositionen für Saiteninstrumente von Gerwig (Das Spiel der Lauteninstrumente, Lienau-Verlag).
Auf vielen Kursen für Gitarren- und Lautenspieler begeisterte er unzählige Laien für sein Instrument. Seine übersprühende Musikalität übte auch auf Musikerkollegen einen starken Einfluss aus. Seine Schüler waren Eugen Müller-Dombois, Michael Schäffer (1937–1979), Eike Funck (1934–2005), Maritta Kersting, Paul Gerrits (1935–2010), Gerhard Hübner, Kristian Gerwig (* 1943), Hanni Hülsemann sowie Hilde Frederichs, die auf frühen Aufnahmen des „Studios der frühen Musik“ unter Thomas Binkley (1931–1995) die zweite Laute spielt, u. a.
Während seiner Zeit in Köln lernte Walter Gerwig den Koblenzer Instrumentenbaumeister Max Erich Klein (1901–1984), der aus Markneukirchen stammte, kennen. Mit ihm zusammen entwickelte er einfache aber sehr gut klingende und leicht spielbare Gitarren für Schüler von Musikschulen und Jugendgruppen u. a. die sog. G6 (sechssaitig), G7 (siebensaitig, tiefe h-Saite für das Bass-Spiel) und eine Oktav-Gitarre (Soprangitarre für das Quartettspiel und für den Cembalo-Part im Generalbass-Spiel).

## Schallplatten
- Bach: Lute Music (Nonesuch H-71137)
- The Baroque Lute (Nonesuch H-71229)
- The Art Of The Lute: Renaissance And Baroque Masterpieces From France, England And Germany (RCA VICS-1362)
- The Art of the Lute, Vol. 2: Renaissance Masterpieces From Italy (RCA VICS-1408)

## Schriften
- Volk, halte Wacht! : Ein Liederbuch f. d. Jugend des V. D. A (Hrsg. ?)
- Wie begleite ich Volks- und Kinderlieder auf der Laute? (1932)
- Der Lautenist. 7 Hefte.
- Die Spielbücher. 12 Hefte.
- Häusliche Weihnacht. Alte Weihnachtslieder für Singstimme mit Lauten-/Gitarren-Begleitung. Robert Lienau, Berlin-Lichterfelde.
- Das Spiel der Lauteninstrumente. 3 Bände (I. Das einstimmige Spiel. II. Das mehrstimmige Spiel. III. Die Liedbegleitung.) (Schulwerk, 1955)
- Eicke Funck (Hrsg.): Ich lerne Gitarre spielen. 2 Bände (1960)
- Bruder Singer, Gitarrenausgabe (Bärenreiter 19??)

## Auszeichnungen
- Preis der deutschen Schallplattenkritik 1965